# Пятидесятидвухгерцевый кит

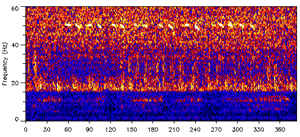
Спектрограмма пения кита

Пятидесятидвухгерцевый кит — особь неизвестного вида кита, которая регулярно отслеживается в различных местах океана с 1980-х годов по причине крайне необычного пения на частоте 52 Гц. Эта частота гораздо выше, нежели у синего кита (15—20 Гц) или финвала (20 Гц), которого этот кит больше всего напоминает по маршрутам своих миграций. Данный кит, вероятно, единственный в мире с пением на такой частоте, поэтому его часто называют самым одиноким китом в мире.

## Характеристики
Анализы звука позволили установить, что песню издаёт именно кит, хотя и на уникальной частоте. Частота в 52 герца чуть выше, чем самая низкая нота на тубе. Характеристики звука не напоминают песен ни синих китов, ни финвалов, будучи короче их, более частыми и гораздо более высокими по частоте. Синие киты обычно поют на частоте 15—20 Гц, финвалы — 20 Гц. Сигналы на частоте 52 Гц сильно различаются по повторяемости, длительности и последовательности, хотя могут быть легко идентифицированы благодаря необычной частоте, на которой исходят, и характерной кластеризации.
Маршруты передвижений 52-герцевого кита не имеют отношения к наличию на его пути китов других видов или к перемещениям таковых. Его миграции несколько напоминали наблюдаемые у синих китов, но их периоды более соответствуют отмечаемым у финвалов. Кита обнаруживают в Тихом океане каждый год в период с августа по декабрь, выходит он из диапазона гидрофонов в январе — феврале. Он путешествует на север до Алеутских островов и Кадьякского архипелага и на юг до побережья Калифорнии, преодолевая расстояние от 30 до 70 км в день. Пройденное им (зафиксированное) расстояние за сезон колебалось в 2002—2003 годах от 708 км (минимальное) до 11 062 км (максимальное).
Учёные из Вудс-Холского океанографического института (штат Массачусетс, США) не смогли определить вид кита. Они полагают, что это может быть мутант или гибрид синего кита и кита другого вида. По данным статьи в газете «Нью-Йорк Таймс», исследовательская группа получала письма от глухих людей, которые считают, что кит может быть глухим. Его пение стало немного ниже с 1992 года — возможно, по причине того, что он вырос или созрел. Какова бы ни была биологическая причина, по которой его пение столь необычно высоко, это обстоятельство, судя по имеющимся данным, не является препятствием для его выживания. Тот факт, что кит выжил и, видимо, созрел, показывает, что он, вероятно, здоров. Тем не менее это единственный в своём роде кит с такой частотой из всех обнаруженных где бы то ни было, и в сезоне наблюдений фиксируется только один источник подобных звуков. В связи с этим животное было названо самым одиноким китом в мире.
Впрочем, ряд учёных сомневаются в полном его одиночестве. Нейробиолог Кристофер Кларк полагает, что песни 52-герцевого кита не настолько уникальны, как может показаться на первый взгляд: разные популяции синих китов имеют разные манеры пения («диалекты»), в том числе и разную частоту звука. Кларк считает, что этот кит необычен, но не одинок: сородичи всё же должны слышать его пение. В 2010 году у берегов Калифорнии были зарегистрированы сигналы, похожие на сигналы 52-герцевого кита, — причём зарегистрированы сенсорами, разделёнными расстоянием в 5-6 миль. Предполагают, что источников могло быть несколько. Профессор Джон Хильдебранд описал группу гибридных китов, поющих на необычно высокой частоте. Не исключено, что «самый одинокий кит» — член этой группы. Гибриды синего кита и финвала хорошо известны науке — однако данных об их песнях пока что немного.

## История
Кит был обнаружен командой из Вудс-Холского океанографического института. Его пение было впервые зафиксировано в 1989 году, затем в 1990 и 1991 годах. В 1992 году после окончания холодной войны ВМС США частично рассекретили записи и технические характеристики гидрофонов своих гидроакустических противолодочных систем СОСУС и сделали их доступными для океанографических исследований. По состоянию на 2004 год кит с того времени отслеживался каждый год. Исследование, проводимое учёными Вудс-Хола, поддержали инженерные войска США, Министерство обороны и Национальная служба морского рыболовства параллельно с военно-морским флотом.

## В массовой культуре
Название тайского фильма-мюзикла 2017 года «52 Гц, я люблю тебя» навеяно образом кита, который используется как метафора одиночества, испытываемого в поисках любви.
В 2021 году режиссёр-документалист Джошуа Земан снял о нём документальный фильм «Самый одинокий кит» (продюсеры Эдриан Гренье и Леонардо ДиКаприо)..